# Habibullah Kalakânî
Habibullah Kalakânî (حبیب‌الله کلکانی) dit Bacha-e Saqâo, né en 1890 et mort le 1er novembre 1929, est émir autoproclamé de l'Afghanistan du 17 janvier au 9 octobre 1929.

## Biographie
Arrivé au pouvoir à la tête d'une révolte dirigée contre le roi Amanullah Khan, dont la politique de réformes modernistes était vivement contestée depuis quelques mois, Habibullah Kalakânî, plus connu sous le surnom péjoratif de Bacha e Saqao, « le fils du porteur d'eau », est un Tadjik illettré originaire du Kôhistân, au nord de la plaine de Shamali. 
Le roi Amanullah contraint à l'exil et son frère Inayatullah ayant abdiqué, Habibullah se proclame émir à leur place le 17 janvier 1929, se qualifiant de Khâdem-e Dîn-e Rasûl Allâh, « Le serviteur de la Religion du messager de Dieu ». Son pouvoir ne s'exerce cependant qu'à Kaboul, dans ses environs et en partie dans les zones tadjikes. Il annule toutes les réformes d'Amanullah et établit un régime religieux  durant les neuf mois de son « règne » sur l'émirat d'Afghanistan.
Comme il est considéré par l'URSS comme activement soutenu par l'Empire britannique, le gouvernement soviétique envoie le 15 avril 1929 une unité de plus de 2 000 hommes de l'Armée rouge prétendant être des partisans d’Amanullah le combattre, jusqu'à ce que le 22 mai, des nouvelles font état d’une désastreuse défaite des troupes d’Amanullah près de la capitale afghane et de la fuite de celui-ci du pays[réf. souhaitée]. 
Mohammad Nadir Khan et son frère Shâh Wali Khan, cousins du roi Amanullah, mobilisent les tribus pachtounes contre Habibullah. Leurs troupes battent facilement celles de « l'usurpateur » et investissent Kaboul le 9 octobre 1929 sans rencontrer de grande résistance. Habibullah et ses conseillers s'enfuient de la capitale. Le 17 octobre, Nadir est proclamé roi d'Afghanistan. Il envoie un coran à Habibullah et lui promet de ne pas le tuer s'il revient à Kaboul. Ce dernier croit à la promesse de Nadir, revient à Kaboul mais est exécuté le 1er novembre.
Son souvenir, ainsi que ses idées, vont profondément influencer le mouvement intégriste des talibans lors de la formation de celui-ci en 1994, et qui va prendre le pouvoir dans la plus grande partie de l'Afghanistan en 1996 - notamment le mollah Omar, son dirigeant initial jusqu'en 2001.